# Paeonia decomposita
Paeonia decomposita là một loài thực vật có hoa trong họ Paeoniaceae. Loài này được Hand.-Mazz. miêu tả khoa học đầu tiên năm 1939.